# أليسيو تاكيناردي
أليسيو تاكيناردي (بالإيطالية: Alessio Tacchinardi) مواليد 23 يوليو 1975 في كريما، هو لاعب كرة قدم إيطالي دولي سابق كان يلعب كلاعب وسط. اعتزل اللعب عام 2005 مع نادي بريشيا. بدأ مسيرته الرياضية عام 1992 مع أتالانتا. لعب خلال مسيرته 348 مباراة سجل خلالها 21 هدفاً.

## المسيرة الاحترافية

### أندية لعب لها
- أتالانتا
- يوفنتوس
- نادي بريشيا

## روابط خارجية
- أليسيو تاكيناردي على موقع الاتحاد الأوربي (الإنجليزية)
- أليسيو تاكيناردي على موقع قاعدة بيانات كرة القدم.إي يو (الإنجليزية)
- أليسيو تاكيناردي على موقع ناشيونال فوتبول تيمز (الإنجليزية)
- أليسيو تاكيناردي على موقع عالم كرة القدم.نت (الإنجليزية)